# Alejandro Daniel Wolff

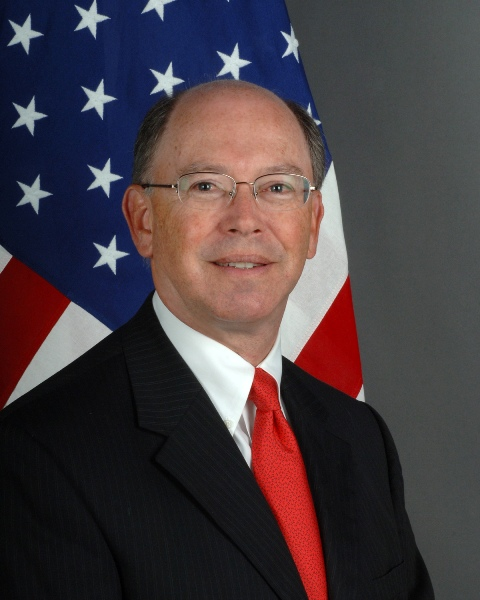
Alejandro Daniel Wolff

Alejandro Daniel Wolff (* 1956) ist ein US-amerikanischer Diplomat und seit September 2010 Botschafter der Vereinigten Staaten in Chile.
Wolff war vom 9. Dezember 2006 bis zum Frühjahr 2007 der interimistisch amtierende Ständige Vertreter der USA bei den Vereinten Nationen, nachdem John R. Bolton zurückgetreten und noch kein neuer offizieller Vertreter ernannt worden war. Am 29. März 2007 bestätigte der US-Senat den Vorschlag des Weißen Hauses, Zalmay Khalilzad zum offiziellen Vertreter zu ernennen. Wolff fungierte in der Folge wieder als dessen Stellvertreter; diesen Posten hatte er zunächst auch unter Khalilzads Nachfolgerin Susan E. Rice inne. Im September 2010 trat er dann die Nachfolge von Paul E. Simons in Chile an.
Er hat an der Universität von Kalifornien in Los Angeles (UCLA) 1978 sein Studium abgeschlossen und trat 1979 in den Diplomatischen Dienst der Vereinigten Staaten ein. Wolff war von 2001 bis 2005 Vertreter des Botschafters in Frankreich. Er ist verheiratet und spricht Französisch und Spanisch.